# Luigi Natoli

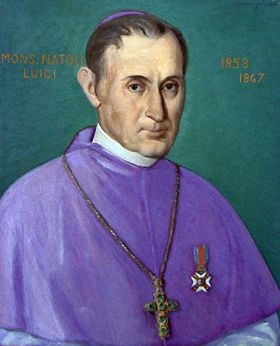
Erzbischof Luigi Natoli

Luigi Natoli (* 15. Juni 1799 in Patti; † 25. Februar 1875 in Messina) war römisch-katholischer Bischof von Caltagirone und Erzbischof von Messina (Italien).

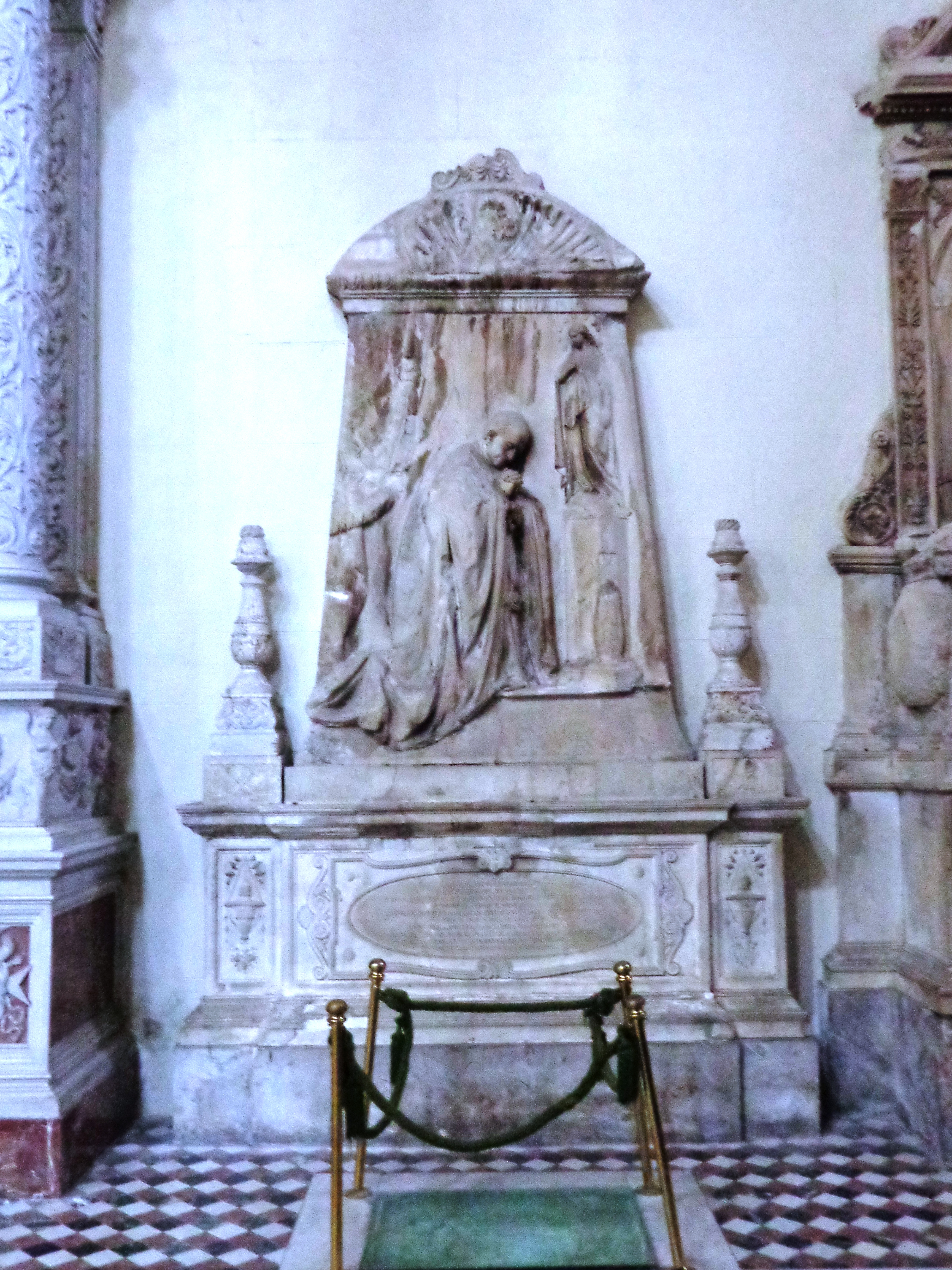
Grab im Dom von Messina

## Leben
Luigi Natoli empfing am 2. März 1822 die Priesterweihe. Am 15. März 1858 wurde er zum Bischof von Caltagirone berufen, die Bischofsweihe spendete ihm am 21. März desselben Jahres der Präfekt der Kongregation für den Index, Girolamo d’Andrea. Natoli wurde am 22. Februar 1867 zum Erzbischof von Messina berufen.
Er nahm am Ersten Vatikanischen Konzil teil. Über seine Rede vor dem Konzil am 15. Mai 1870 berichtet Lord Acton in einem Brief desselben Tages an Ignaz von Döllinger mit sardonischem Humor, dass der Erzbischof ein „völlig neues Argument für den Glauben der Sizilianer an die Unfehlbarkeit des Papstes vorgebracht“ hätte. Bereits der Heilige Petrus hätte nämlich zu seinen Lebzeiten in Sizilien gepredigt und einigen christlich gewordenen Sizilianern verkündet, er sei unfehlbar. Diese hätten daraufhin Maria gefragt, ob das wahr wäre. Die Mutter Jesu hätte dies bestätigt und sich erinnert, dass sie dabei gewesen wäre, als ihr Sohn dies zu Petrus gesagt hätte. Diese Volkslegende genügte laut Lord Acton dem Erzbischof Natoli als Beweis dafür, dass in Sizilien der Glaube an die päpstliche Unfehlbarkeit seit den Anfängen der Christenheit bezeugt gewesen wäre.
Erzbischof Natoli starb am 25. Februar 1875 und wurde in der Kathedrale von Messina bestattet.